# San Michele Mondovì
San Michele Mondovì ist eine Gemeinde in der italienischen Provinz Cuneo (CN), Region Piemont.

## Lage und Einwohner
San Michele Mondovì liegt rund 40 km östlich von der Provinzhauptstadt Cuneo entfernt am kleinen Fluss Corsaglia, der später in den Tanaro mündet.
Das Gemeindegebiet umfasst eine Fläche von 18,3 km² und hat 1855 Einwohner (Stand 31. Dezember 2023). Zur Gemeinde zählen auch die Fraktionen (Frazioni) San Paolo, Tetti Casotto, Piana Gatta, Piagge und San Cristoforo.
Die Nachbargemeinden sind Lesegno, Mombasiglio, Monasterolo Casotto, Niella Tanaro, Torre Mondovì und Vicoforte.

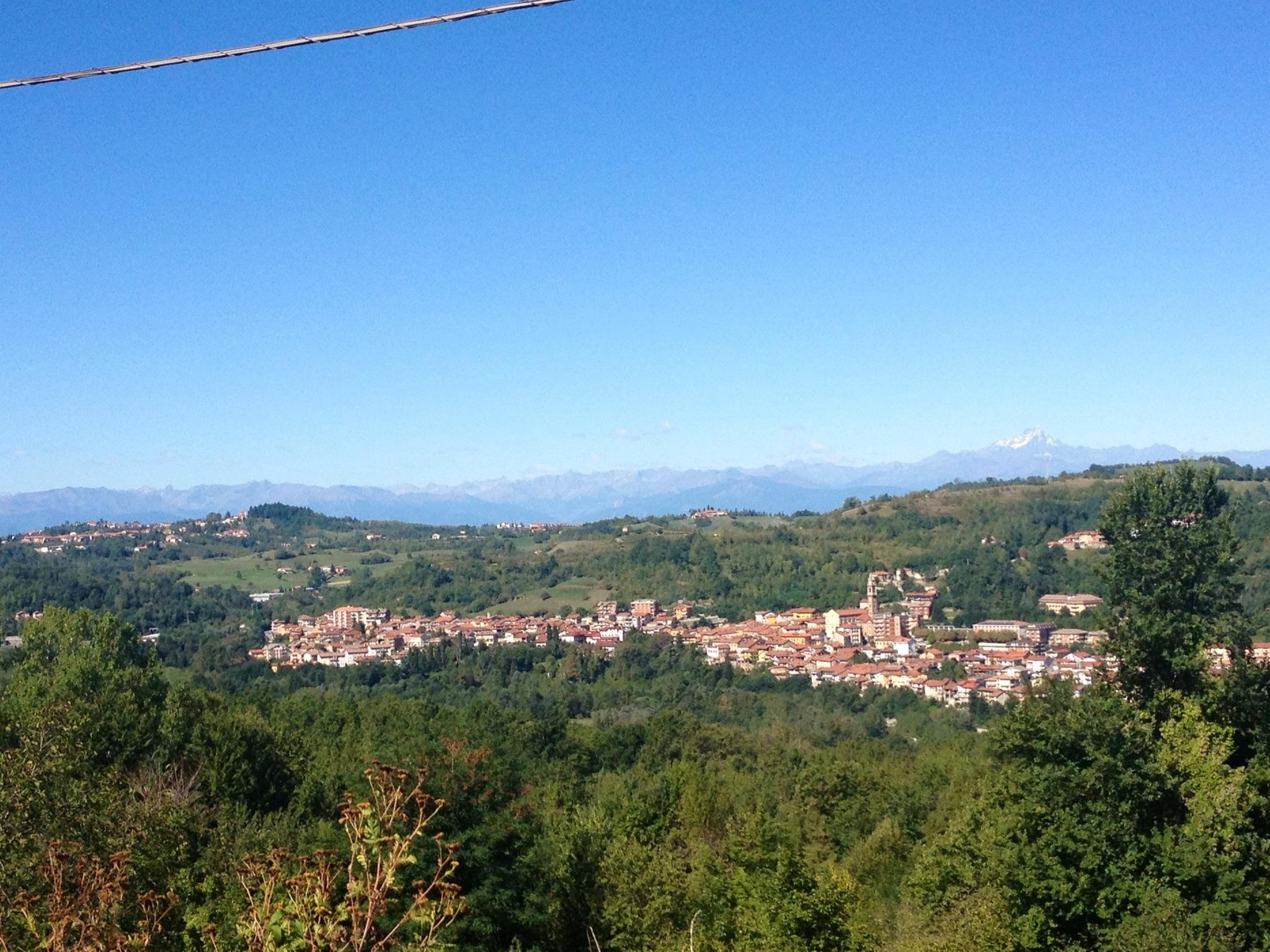
Panorama

## Geschichte

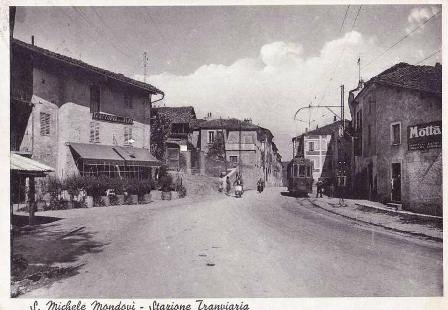
Strassenbahn in Betrieb bis 1953

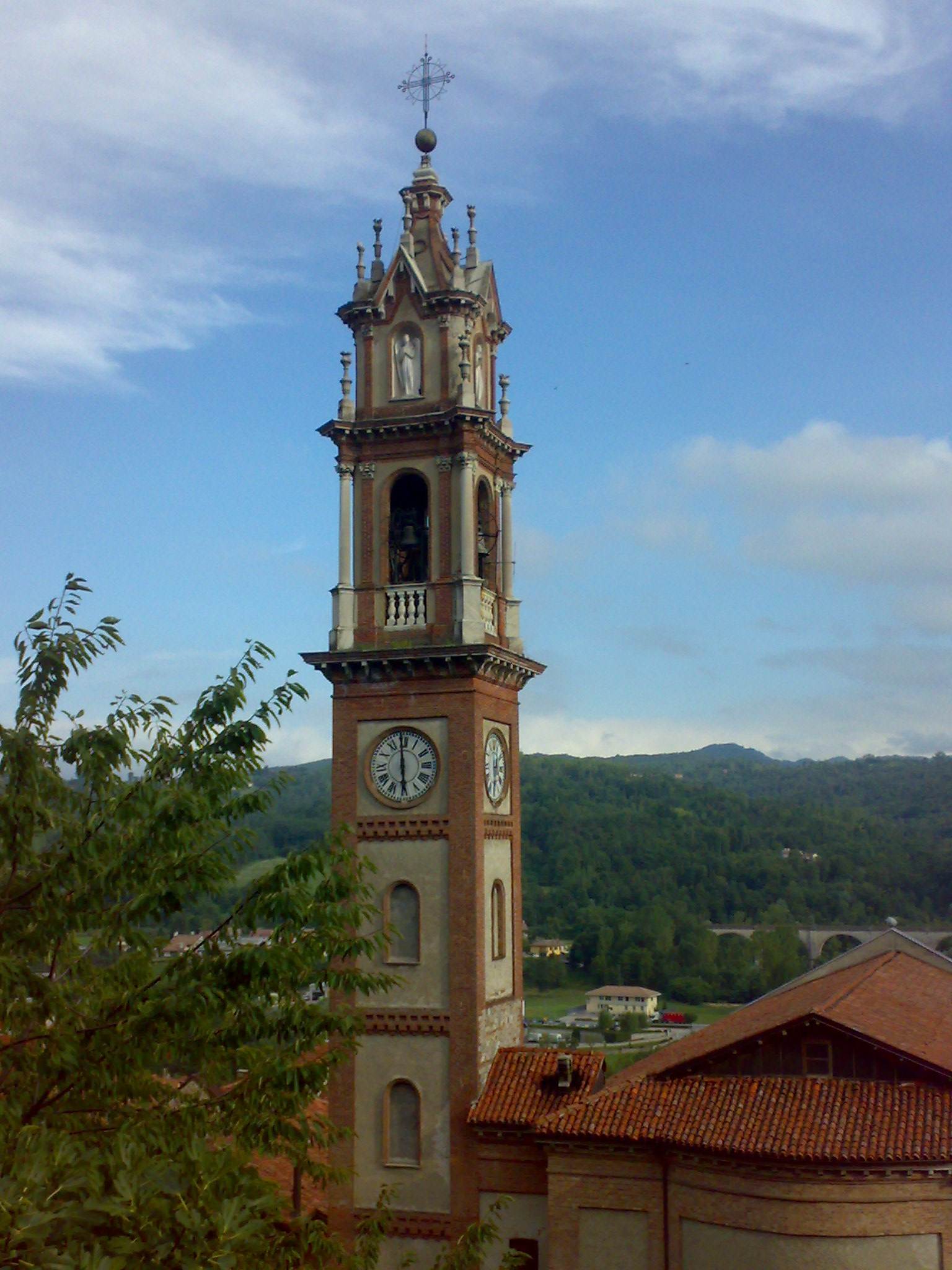
Kirchturm der Kirche San Michele Arcangelo

Die mittelalterlichen Zeugnisse über den Ortsnamen gehen auf das Jahr 1159 zurück. Der Name leitet sich vom Namen des Erzengels ab, dem Schutzpatron der Gemeinde, dessen Kult weit verbreitet war und von den Langobarden bevorzugt wurde, die ihn als ihren Beschützer anerkannten.
In der nachkarolingischen Zeit gehörte es zum Komitee von Bredulo und ging dann mit Höhen und Tiefen unter die Herrschaft der Montacuto, der Herren von Carassone und der Della Torre über, die den Bischöfen von Asti einen Vasallenakt unterstellten. Gegen Ende des 12. Jahrhunderts, als die freie Gemeinde Mondovì gegründet wurde, wurde sie als Lehen an Guglielmo, Markgraf von Ceva, vergeben, der lange Zeit das Schicksal des Markgrafen verfolgte. Erst im Jahr 1332 erhielt es seine eigenen Statuten, blieb jedoch weiterhin unter der Herrschaft der Familie Ceva.
Im 17. Jahrhundert wurde es von der Pest verwüstet und war direkt in den ersten napoleonischen Feldzug in Italien verwickelt. Erst 1859 wurde es Teil der Provinz Cuneo.
Seit 1933 hat San Michele Mondovì, zusammen mit Vicoforte, einen Bahnhof an der 1874 eingeweihten Bahnstrecke Turin–Fossano–Savona. Bis 1953 erfolgte die Verbindung über die elektrische Straßenbahn Mondovì-San Michele. 2008 wurde der Bahnhof stillgelegt und ist jetzt nur noch eine Haltestelle. Seit 2012 halten auch keine Direktzüge nach Turin mehr.

## Sehenswürdigkeiten
- Die Pfarrkirche San Michele Arcangelo, die zu Beginn des 17. Jahrhunderts erbaut und anschließend erweitert wurde.
- dDe alte Burg, von der nur noch wenige Ruinen übrig sind.
- Die Kapelle der Madonna della Neve mit rechteckigem Grundriss, in deren Inneren sich ein prächtiger Freskenzyklus befindet.
- Die Kapelle Buon Gesù.
- Die Kapellen San Bernardino und San Sebastiano.
- Die Kapelle Sant’Antonio Abate mit interessanten Fresken aus dem 15. und 16. Jahrhundert.